# Physalis ixocarpa

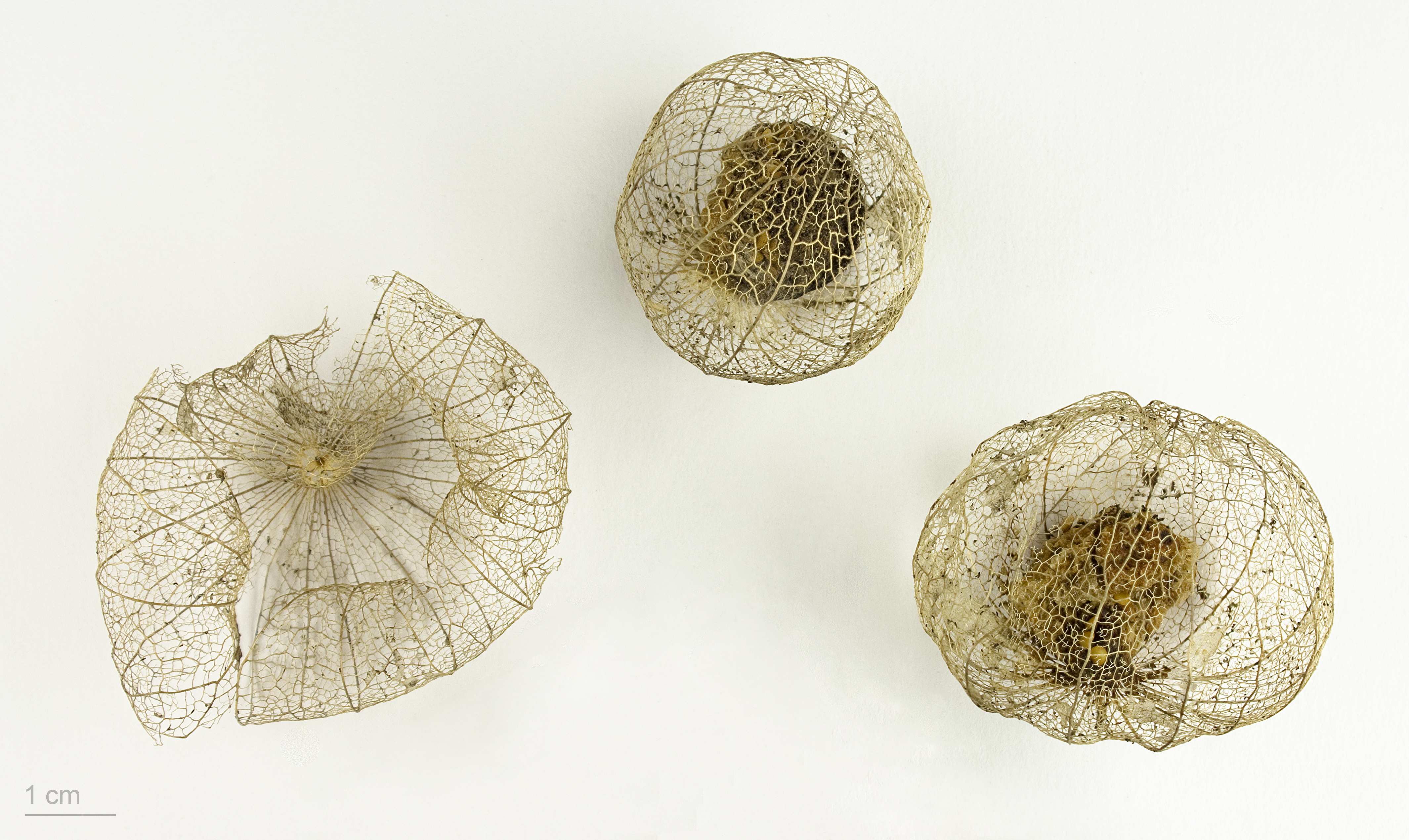
Physalis ixocarpa - MHNT

Physalis ixocarpa é uma espécie de planta com flor pertencente à família Solanaceae. 
A autoridade científica da espécie é Brot. ex Hornem., tendo sido publicada em Hortus Regius Botanicus Hafniensis 26. 1819.

## Portugal
Trata-se de uma espécie presente no território português, nomeadamente em Portugal Continental.
Em termos de naturalidade, é introduzida na região atrás indicada.

## Protecção
Não se encontra protegida por legislação portuguesa ou da Comunidade Europeia.